# Естеглал Ахваз
Футбольний клуб «Естеглал Ахваз» або просто «Естеглал Ахваз» (перс. باشگاه فوتبال استقلال اهواز‎) — професіональний іранський футбольний клуб з міста Ахваз, який виступає в Лізі 2. Заснований 1948 року під назвою Футбольний клуб «Тадж Ахваз» (перс. تاج اهواز).
Домашні матчі проводить на стадіоні «Тахті», який вміщує 10 000 глядачів. Клуб фінансується та керується Мохаммад Малекі.
Естеглал Ахваз — найстаріший існуючий футбольний клуб Ахвазу, разом з «Шахіном» (Ахваз) та має багату історію в Хузестанському футболу.

## Історія

### Заснування
Заснований Хакімом Шуштарі 1948 року під назвою Футбольний клуб «Тадж» (Ахваз). На той час клуб був однією з філій «Таджу» (Тегеран). З моменту свого заснування «Тадж» (Ахваз) мав можливість залучати найкращих гравців Хузестану.

### До 1970 року
До 1970 року офіційного національного чемпіонату в Ірані не проводилося. Більшість клубів виступали в чемпіонатах свого міста або провінцій. До 1970 року «Тадж» (Ахваз) виступав у Прем'єр-лізі Хузестану.

### 1970-і роки
У 1970 році створено Національний чемпіонат. До новоствореного турніру потрапили команди з усього Ірану, які проходили різноманітні кваліфікаційні турніри. «Тадж» (Ахваз) фінішував на першому місці в групі А кваліфікаційного турніру. Після поразки у півфіналі, у матчі за 3-є місце «Тадж» обіграв (2:0) «Джанаван» (Ісфаган).
Команда виступала в Національному чемпіонаті 1971/72 років. У півфіналі кваліфікаційного турніру до фінальної стадії поступився (0:2) проти «Сепахана». «Тадж» знову посів 3-є місце, обігравши (2:1) «Трактор Сазі».
У 1972 році Кубок Тахт Джамшид створено як національний чемпіонат і включав команди з усієї країни. У 1973 році знову виступав у Кубку Джамшиду, проте в Провінціональній лізі Хузестану вже не грав. Причиною відмови від виступу в провінціональній лізі стали нові правила, запроваджені Федерацією футболу Ірану. Відтепер одній команді під своєю назвою можна було виступати лише в одному чемпіонаті. А «Тадж» на той час вже виступав у Кубку Джамшиду.

### Революція 1979 року
По завершенні Ісламської революції «Тадж» змінив назву на «Естеглал» (Ахваз). «Естеглал» з перської мови можна перекласти як «незалежність». По завершенні революції будь-які елементи монархізму в країні були заборонені.

### 1980-і та 1990-і роки
Через революцію та Ірано-іракської війни було розформовано Кубок Джамшиду та нижчі футбольні ліги. Ахваз та Хузестан найбільше постраждали від війни. У цей період клубу та футболу загалом приділялося дуже мало уваги. У 1989 році створено Лігу Кодс, проте «Естеглал Ахваз» у ній не виступав.
У 1991 році створено Лігу Азадеган як найвищий футбольний дивізіон Ірану. Виступав у чемпіонаті протягом 8 років, демонструючи посередні результати. У сезоні 1997/98 років фінішував на 13-у місці та вибув до Другого дивізіону.

### 2000-і роки
Після створення Про-ліги Ірану як вищого професіонального чемпіонату країни, Ліга Азадеган у системі футбольних ліг Ірану стала другим дивізіоном. У сезоні 2001/02 років «Естеглал Ахваз» виграв Лігу Азадеган та виборов путівку до Про-ліги.
Завдяки інвестиціям Алі Шафізаде, президента клубу з 2002 по 2006 роки, «Естеглал Ахваз» мав добротну команду та продовжував виступати в Про-лізі Ірану. У сезоні 2003/04 років «Естеглал Ахваз» фінішували 8-и, а наступного сезону — 5-и. У сезоні 2005/06 посіли скромне 12-е місце, а в сезоні 2006/07 років — завоювали срібні медалі. Протягом сезонів 2007/08 та 2008/09 років займали місця в середній частині турнірної таблиці Про-ліги.

### Роки невдалих результатів
У сезоні 2009/10 років «Естеглал Ахваз» посів 18-е місце в Про-лізі та вилетів до Ліги Азадеган. За підсумками сезону 2010/11 років команда фінішувала у Лізі Азадеган на 13-у місці та знову понизилася в класі. У сезоні 2011/12 років «Естеглал Ахваз» виграв груповий етап, у вирішальному матчі обіграв «Алванд» (4:3). У 2012 році команда повернулася до Ліги Азадеган, де провів два посередні сезони. Після чого знову вилетіли до Ліги 2 після поразки в плей-оф від «Шахрдарі» (Тебриз) (3:3, проте «Шахрдарі» залишився завдяки виїзному голу).

### Підвищення в класі та вибування
Незважаючи на те, що «Естеглал Ахваз» вилетів до Ліги 2, сезон 2015/16 років він розпочав вже в Про-лізі, оскільки керівництво клубу викупило ліцензію в «Фулада Новін». «Фулад Новін» не мав права грати у вищому дивізіоні, оскільки був резервною командою «Фулада Хузестан». Однак за підсумками сезону «Естеглал Ахваз» вилетів до Ліги Азадеган.
За підсумками сезону 2016/17 років клуб знову понизився в класі, вилетівши до Ліги 2.

## Стадіон

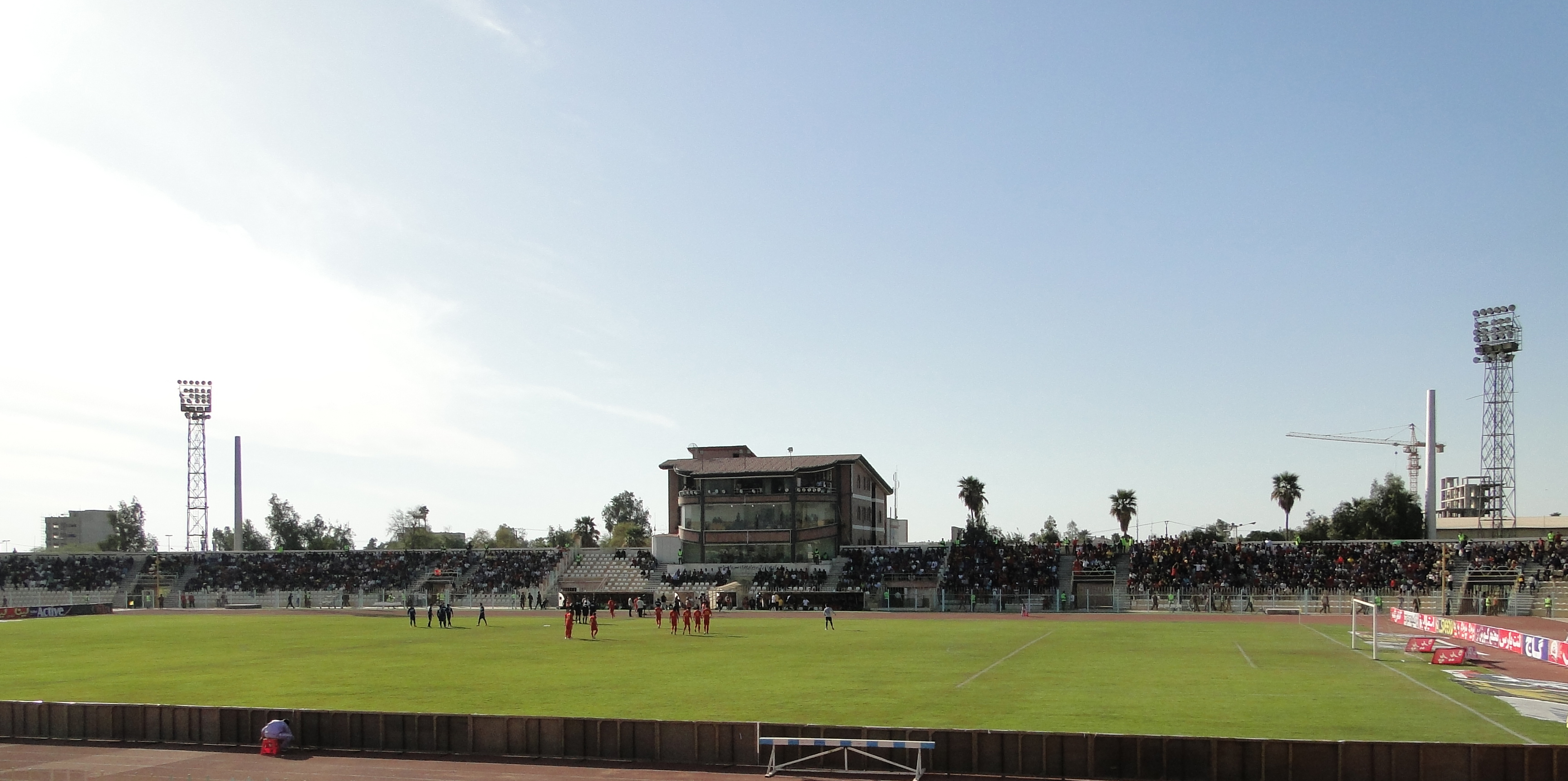
Стадіон «Тахті»

Домашні матчі проводить на стадіоні «Тахті», який вміщує 10 000 вболівальників. Стадіон відкритий 1978 року, належить муніципальній владі Ахвазу. У 2005 та 2012 році на «Тахті» відбувалася реконструкція. Також використовується як домашня футбольна арена клубом «Шахін» (Ахваз). Раніше на цьому стадіоні проводили свої домашні поєдинки «Естеґлал Хузестан» та «Фулад».
Окрім цього у сезоні 2015/16 років «Естеглал Ахваз» провів два поєдинки національного чемпіонату на «Гадірі». Також на цьому стадіоні проводилися матчі кубку Хазфі.

### Середня відвідуваність
| Сезон   | Дивізіон | Відвідуваність |
| ------- | -------- | -------------- |
| 2005–06 | 1        | 5,667          |
| 2006–07 | 1        | 6,267          |
| 2007–08 | 1        | 7,938          |
| 2008–09 | 1        | 5,000          |
| 2009–10 | 1        | 5,059          |
| 2010–11 | 2        | 1,800          |
| 2015–16 | 1        | 1,773          |
| 2016–17 | 2        | 927            |

Примітки:
Матчі з забороною на присутність глядачів не враховуються при обчисленні середньої відвідуваності

## Вболівальники
Протягом тривалого періоду часу «Естеглал Ахваз» за кількістю вболівальників поступався в Ахвазі лише «Фуладу». До створення «Фуладу» в 1971 році був найпопулярнішим клубу Ахвазу. Через Ірано-іракську війну в 1980-х роках клубу та футболу в цілому приділялося мало уваги. Згодом фани повернулися, у 1990-х та 2000-х роках кількість вболівальників зростає, незважаючи на те, що «Фулад» мав найбільшу кількість вболівальників.
У період з 2010 по 2015 рік результи команди були слабкими, через що відвідуваність матчів зменшилася. Проте після перемоги «Естеглал Хузестану» у Про-лізі Перської затоки 2015/16, Естеглал Ахваз став третьою найпопулярнішою командою регіону.
Фани команди вирізняються агресивною поведінкою. Наприклад, 22 квітня 2016 року в поєдинку проти «Персеполіса» вони кидалися камінням у гравців команди-суперниці. За цю поведінку «Естеглал Ахваз» провів три домашні матчі без глядачів.

## Принципові протистояння
Найпринциповіший суперник «Естеглал Ахваза» — «Фулад». Також принциповими суперниками команди є «Естеґлал Хузестан» та «Шахін» (Ахваз).

### Ахвазьке дербі
Найдовшим та найдавнішим принциповим протистоянням в Ахвазі є матчі за участю «Естеглала Ахваз» та «Фулада». Матчі за участі обох вище вказаних клубів отримали назву Ахвазьке дербі. До створення «Фуладу» в 1971 році «Естеглал Ахваз» був найпопулярнішим клубом міста. З 1990-х років найпопулярнішим клубом Ахвазу стає «Фулад». Обидва клуби борються за неофіційне звання найкращого клуба міста. Окрім цього «Фулад» переважно підтримує арабська меншина міста, в той час як «Естеглал Ахваз» переважно підтримують перси, проте в цьому протистоянні немає жодного національного відтінку. Проте після невдалих сезонів «Естеглал Ахваза» дербі втратило свою актуальність.

### Інші протистояння
Дещо меншого масштабу В Ахвазі є протистояння між «Естеґлал Хузестан» та «Шахіном» (Ахваз). Дербі базується на тому факті, що вище вказані клуби є найстарішими колективами Ахваза. Як і у випадку з Ахвазьким дербі, протистояння з «Шахіном» (Ахваз) втратило свою актуальність через те, що клуби протягом багатьох років виступаєть у різних дивізіонах іранського чемпіонату.

## Статистика виступів
У таблиці, наведеній нижче, подані результати виступів клубу «Естеглал Ахваз» з 1970 року.
| Сезон   | Дивізіон | Ліга                     | Позиція         | Кубок Хазфі | Примітка   |
| ------- | -------- | ------------------------ | --------------- | ----------- | ---------- |
| 1970–71 | 1        | Регіональна ліга         | 3-й (Регіон D)  | Not held    |            |
| 1971–72 | 1        | Регіональна ліга         | 3-й (Регіон C)  | Not held    |            |
| 1991–92 | 1        | Ліга Азадеган            | 8-е             |             |            |
| 1992–93 | 1        | Ліга Азадеган            | 5-е (Група B)   |             |            |
| 1993–94 | 1        | Ліга Азадеган            | 14-е            |             |            |
| 1994–95 | 1        | Ліга Азадеган            | 4-е (Група B)   |             |            |
| 1995–96 | 1        | Ліга Азадеган            | 7-е             |             |            |
| 1996–97 | 1        | Ліга Азадеган            | 9-е             |             |            |
| 1997–98 | 1        | Ліга Азадеган            | 13-е            |             | Вибування  |
| 1998–99 | 2        | Ліга 2                   | 4-е (Група 1)   | 1/2 фіналу  |            |
| 1999–00 | 2        | Ліга 2                   | 5-е (2-й раунд) |             |            |
| 2000–01 | 2        | Ліга 2                   | 3-й (Група 3)   |             |            |
| 2001–02 | 2        | Ліга Азадеган            | 1-е (2-й раунд) |             | Підвищення |
| 2002–03 | 1        | Про-ліга Перської затоки | 11-е            |             |            |
| 2003–04 | 1        | Про-ліга Перської затоки | 8-е             | 1/4 фіналу  |            |
| 2004–05 | 1        | Про-ліга Перської затоки | 5-е             | 1/2 фіналу  |            |
| 2005–06 | 1        | Про-ліга Перської затоки | 12-е            | 1/16 фіналу |            |
| 2006–07 | 1        | Про-ліга Перської затоки | 2-е             | 1/4 фіналу  | Фіналіст   |
| 2007–08 | 1        | Про-ліга Перської затоки | 8-е             | 1/8 фіналу  |            |
| 2008–09 | 1        | Про-ліга Перської затоки | 14-е            | 1/8 фіналу  |            |
| 2009–10 | 1        | Про-ліга Перської затоки | 18-е            | 1/16 фіналу | Вибування  |
| 2010–11 | 2        | Ліга Азадеган            | 13-е (Група B)  | 3-й раунд   | Вибування  |
| 2011–12 | 3        | Ліга 2                   | 1-е (Група A)   | 1-й раунд   | Підвищення |
| 2012–13 | 2        | Ліга Азадеган            | 10-е (Група A)  | 1/16 фіналу |            |
| 2013–14 | 2        | Ліга Азадеган            | 8-е (Група A)   | 3-й раунд   |            |
| 2014–15 | 2        | Ліга Азадеган            | 9-е (Група A)   | 1/16 фіналу | Підвищення |
| 2015–16 | 1        | Про-ліга Перської затоки | 16-е            | 1/16 фіналу | Вибування  |
| 2016–17 | 2        | Ліга Азадеган            | 18-е            | 2-й раунд   | Вибування  |

Примітки:
Про-ліга Перської затоки раніше відома була під назвою Про-ліги Ірану (ІПЛ) та Кубок Перської затоки (КПЗ) 
 Ліга Азадеган була вищим дивізіоном з 1991 по 2001 року 
 Ліга 2 раніше відома була як Другий дивізіон Ірану 
 Ліга 3 раніше відома була як Третій дивізіон Ірану

## Досягнення

### Національні
- Про-ліга Перської затоки
  -  Срібний призер (1): 2006/07
- Ліга Азадеган
  -  Чемпіон (1): 2001/02
- Ліга 2
  -  Чемпіон (1): 2011/12

## Тренери (з 1993)
| №  | Тренер               | з             | по            | Головні титули | Головні титули |
| -- | -------------------- | ------------- | ------------- | -------------- | -------------- |
| 1  | Бахрам Атеф          | липень 1993   | червень 2001  | 0              |                |
| 2  | Мехді Монаджаті      | липень 2001   | 2002          | 0              |                |
| 3  | Джалал Черагпур      | 2002          | June 2002     | 1              | Ліга Азадеган  |
| 4  | Амір Галеной         | липень 2002   | червень 2003  | 0              |                |
| 5  | Насер Хеджазі        | липень 2003   | червень 2004  | 0              |                |
| 6  | Лука Боначич         | липень 2004   | 2005          | 0              |                |
| 7  | Мартік Хачатурян     | 2005          | 2005          | 0              |                |
| 8  | Махмуд Яварі         | 2005          | червень 2005  | 0              |                |
| 9  | Срджан Гемалєвич     | липень 2005   | червень 2006  | 0              |                |
| 10 | Фіруз Карімі         | липень 2006   | листопад 2007 | 0              |                |
| 11 | Маджид Джалалі       | листопад 2007 | травень 2008  | 0              |                |
| 12 | Карім Бустані        | липень 2008   | серпень 2008  | 0              |                |
| 13 | Махмуд Яварі         | серпень 2008  | сенрпень 2008 | 0              |                |
| 14 | Реза Ахуді           | серпень 2008  | серпень 2008  | 0              |                |
| 15 | Акбар Місагян        | серпень 2008  | лютий 2009    | 0              |                |
| 16 | Ходадад Азізі        | червень 2009  | вересень 2009 | 0              |                |
| 17 | Маджид Багерінія     | 2009          | 2009          | 0              |                |
| 18 | Мохаммад Ахмадзаде   | 2009          | 2009          | 0              |                |
| 19 | Мехді Хашемінасаб    | 2009          | 2009          | 0              |                |
| 20 | Аліреза Фірузі       | 2009          | вересень 2010 | 0              |                |
| 21 | Даріуш Язді          | вересень 2010 | січень 2011   | 0              |                |
| 22 | Фіруз Карімі         | лютий 2011    | березень 2011 | 0              |                |
| 23 | Афшин Комаеї         | березень 2011 | березень 2011 | 0              |                |
| 24 | Ферейдун Фазлі       | квітень 2011  | квітень 2011  | 0              |                |
| 25 | Даріуш Язді          | квітень 2011  | травень 2011  | 0              |                |
| 26 | Адель Хардані        | липень 2011   | листопад 2012 | 0              |                |
| 27 | Масуд Норузі         | листопад 2012 | листопад 2012 | 0              |                |
| 28 | Алі Ханте            | листопад 2012 | червень 2013  | 1              | Ліга 2         |
| 29 | Давуд Махабаді       | липень 2013   | червень 2014  | 0              |                |
| 30 | Даріуш Язід          | липень 2014   | 2015          | 0              |                |
| 31 | Хабіб Хадірян        | 2015          | 2015          | 0              |                |
| 32 | Ферейдун Хардані     | 2015          | 2015          | 0              |                |
| 33 | Хоссейн Сеєед Селехі | 2015          | 2015          | 0              |                |
| 34 | Себер Міргорбані     | 2015          | червень 2015  | 0              |                |
| 35 | Сіаваш Бахтіарізаде  | липень 2015   | жовтень 2015  | 0              |                |
| 36 | Алі Ханте            | листопад 2015 | грудня 2015   | 0              |                |
| 37 | Сіаваш Бахтіарізаде  | січень 2016   | червень 2016  | 0              |                |
| 38 | Хамідреза Фарзане    | липень 2016   | грудень 2016  | 0              |                |
| 39 | Сіаваш Бахтіарізаде  | січень 2017   |               | 0              |                |

## Президенти (з 2002)
| № | Тренер           | з    | по   |
| - | ---------------- | ---- | ---- |
| 1 | Насролла Хейбоді |      | 2002 |
| 2 | Алі Шафізаде     | 2002 | 2006 |
| 3 | Шахрам Шафізаде  | 2006 | 2011 |
| 4 | Сафар Джамалпур  | 2011 | 2016 |
| 5 | Фаршид Фараджи   | 2016 |      |